# Sabaria rosearia
Sabaria rosearia là một loài bướm đêm trong họ Geometridae.